# Крупенников, Иван Павлович
Иван Павлович Крупенников (1896—1950) — советский военачальник, генерал-майор (1942), участник Гражданской и Великой Отечественной войн. В 1942 году попал в немецкий плен, сотрудничал с вермахтом, после депортации в СССР арестован и расстрелян. После смерти Сталина реабилитирован (8 июня 1957 года).

## Биография

### Ранние годы
Иван Крупенников родился 20 января 1896 года в Москве в семье ремесленника. После окончания пятиклассного городского училища работал шорником. В 1915 году Крупенников был призван в царскую армию, в 1916 году он окончил школу прапорщиков и занял должность командира роты.

### Гражданская война
28 апреля 1918 года Крупенников добровольно пошёл в Рабоче-Крестьянскую Красную Армию. Принимал участие в Гражданской войне, сражался против войск Деникина, Колчака, различных бандформирований. Был ранен и контужен во время обороны Царицына.

### Между войнами
В 1923 году Крупенников окончил высшую стрелковую школу, после чего до 1926 года занимал должность начальника оперативного отдела штаба корпуса, затем ещё два года — заместителя командира корпуса.
В 1930 году Крупенников окончил Военную академию РККА имени Фрунзе. Служил заместителем начальника оперативного отдела штаба Московского, впоследствии Белорусского военных округов, начальником штаба дивизии, затем корпуса. В 1938—1941 годах Крупенников служилл старшим преподавателем в Военной академии имени Фрунзе. 29 ноября 1935 года ему было присвоено звание полковника, 13 августа 1938 года — комбрига.

### Великая Отечественная война
В 1942 году Крупенникова назначили начальником штаба 5-й резервной армии, впоследствии преобразованной в 3-ю гвардейскую армию. 4 августа 1942 года ему было присвоено звание генерал-майора. В этой должности он принимал участие в Сталинградском сражении, Среднедонской операции. В декабре 1942 года 3-я ГА в ходе операции Малый Сатурн нанесла удар в тыл немецких войск в районе Миллерово.
Плен
Одна из попавших в окружение немецких частей сумела прорваться и напасть на штаб армии. В бою 20 декабря Крупенников был захвачен в плен.
Из журнала боевых действий 294 пехотной дивизии вермахта (20 декабря 1942 года):
По сообщению боевой группы Пиллинг <командир 513 пехотного полка полковник Theodor Pilling>, по шоссе западнее хут. Коньков наблюдалось движение танков противника. С наступлением темноты в результате ошибки в Коньков непосредственно к КП группы выехали два вражеских бронеавтомобиля и две легковых автомашины, которые и были подбиты. К большому удивлению, в легковых автомобилях и одном из броневиков оказались несколько старших офицеров противника, которые были пленены. Последующим допросом при штабе группы установлено, что в плен взяты командующий 3 гвардейской армии и двое сопровождающих его офицеров, а начальник штаба армии погиб в одном из бронеавтомобилей. Пленные считали, что Коньков уже взят русскими. В автомобиле захвачено много карт с оперативной обстановкой. Пленные офицеры под усиленной охраной направлены в штаб дивизии".
Крупенников содержался в Нюрнбергской тюрьме. В начале мая 1945 года он был освобождён американцами.
Арест и суд
Через советскую военную миссию по репатриации в Париже он был 26 мая 1945 года переправлен в Москву, где он подвергся проверке органов НКГБ СССР. После её завершения в декабре 1945 года был арестован и отдан под суд. Следствием установлено, что он оказавшись из-за потери ориентировки в немецком тылу, не оказал сопротивления и добровольно сдался в плен, выдал известные ему данные о своей армии и иные сведения, составляющие военную тайну, «…В начале 1943 года, находясь в Летценском лагере военнопленных, по собственной инициативе поступил на службу в качестве преподавателя на созданные немцами курсы офицерского состава и пропагандистов так называемый „русской освободительной армии“».
В 1950 году Военная коллегия Верховного Суда СССР приговорила бывшего генерал-майора Ивана Крупенникова за добровольную сдачу в плен к высшей мере наказания. Приговор был приведён в исполнение 28 августа 1950 года.
Реабилитирован 8 июня 1957 года.

## Награды
Был награждён орденом Красной Звезды (1942).